# ニッポン放送ショウアップナイターマンデースペシャル 石井一久のプロ野球バンザイ
ニッポン放送ショウアップナイターマンデースペシャル　石井一久のプロ野球バンザイ（ニッポンほうそうショウアップナイターマンデースペシャル いしいかずひさのプロやきゅうバンザイ）は、2006年4月3日から同年9月25日まで、ニッポン放送で放送された、現役プロ野球選手である石井一久がパーソナリティを務めるラジオ番組。
番組自体は生放送だが、石井が出演するパートは事前収録ということもあった。
この番組は野球人気を向上させ、「ファンと一緒に野球を盛り上げたい」という石井の発案で始まった番組である。その結果、石井はパーソナリティを務めながら、野球をするハードなスケジュールとなったが、石井は11勝を挙げる活躍をした。

## 放送時間
- 毎週月曜日 17:30〜18:50（4月10日は17:30〜18:00の短縮放送）

月曜日にプロ野球の試合の中継が組まれている場合、ならびに聴取率調査期間は放送休止となる。

## コーナー
- TOYOTA 飛び出せ街かど天気予報
- コマツ・メジャーショウアップ
- HISメジャーリーグボールパーク
- 石井一久の先週のあの1球
- 松井秀喜 ワールドチャンピオンへの道
- ニュース・交通情報
- 石井一久のベースボールエッセイ

## パーソナリティ
- 石井一久（東京ヤクルトスワローズ投手）
- 松本秀夫（ニッポン放送スポーツ部アナウンサー）

## 備考
- 2006年5月22日の放送は石井が前日の試合で先発したことと、次の日が遠征だったこともあり、初芝清が代理パーソナリティを担当。石井は電話出演のみとなった。
- 2006年7月24日はチームの練習があったため、約5分ほど遅れてスタジオ入りした。
- 翌週7月31日の放送は遠征先の広島からの放送となった。

## 番組主題歌
- 『2つの願い』槇原敬之

## ゲスト（電話出演）
- 石川雅規2006年4月3日
- 米野智人2006年5月8日

## タイムテーブル
- 17:30 オープニング
- 17:38 フリートーク・メール紹介
- 17:48 TOYOTA 飛び出せ街かど天気予報（担当:廣田みゆき）
- 17:51 コマツ・メジャーショウアップ（提供:コマツ）
- 17:54 HISメジャーリーグボールパーク（提供:HIS）
- 18:00 フリートーク
- 18:02 石井一久の先週のあの1球
- 18:13 曲
- 18:19 明日からの実況内容
- 18:22 曲
- 18:27 松井秀喜 ワールドチャンピオンへの道
- 18:33 メール紹介
- 18:41 ニッポン放送ニュース（担当:増山さやか）
- 18:43 道路交通情報（提供:JRA）
- 18:45 石井一久のベースボールエッセイ
- 18:47 エンディング

## 関連番組
- 石井一久のオールナイトニッポン（シーズンオフ恒例の番組、特別放送）
- ニッポン放送ショウアップナイター
- ショウアップナイタープレイボール（月曜以外の同時間帯番組）
- 松本ひでおのショウアップナイターストライク!（前番組、2006年3月30日終了）
- 松本ひでおのショウアップナイターネクスト（後番組、翌週10月2日放送開始）

| ニッポン放送 ショウアップナイターマンデースペシャル | ニッポン放送 ショウアップナイターマンデースペシャル | ニッポン放送 ショウアップナイターマンデースペシャル     |
| 前番組                                              | 番組名                                              | 次番組                                                  |
| --------------------------------------------------- | --------------------------------------------------- | ------------------------------------------------------- |
| 2005年 板東英二のバンバンストライク                 | 2006年 石井一久のプロ野球バンザイ                   | 2007年 松本ひでおと長谷川滋利の やっぱり、野球は面白い! |